# La Verrie
La Verrie är en kommun i departementet Vendée i regionen Pays de la Loire i västra Frankrike. Kommunen ligger i kantonen Mortagne-sur-Sèvre som tillhör arrondissementet La Roche-sur-Yon. År 2018 hade La Verrie 3 922 invånare.

## Befolkningsutveckling
Antalet invånare i kommunen La Verrie
| Referens: INSEE |